# Каракет
Каракет (англ. Caraquet) — город в графстве Глостер провинции Нью-Брансуик (Канада). Существуют разные теории о происхождении названия: одни связывают его со словом микмакского языка, означающим «устье двух рек», другие — с кораблями типа каракка. Впервые этот термин упоминает губернатор Nicolas Denys в своей книге 1672 года.
Массовое заселение этих мест европейцами связано с начавшейся в 1755 году депортацией франко-акадцев. Когда по условиям Парижского мирного договора 1763 года Великобритания получила Канаду, то была издана Королевская прокламация, регулирующая жизнь на новоприобретённых территориях. В соответствии с этой прокламацией 34 семьи получили официальные права на владение 57 км² земли в районе нынешнего Каракета. Так было основано постоянное поселение, постепенно развившееся в город Каракет.